# Rusłan Samitow
Rusłan Rustiemowicz Samitow (ros. Руслан Рустемович Самитов; ur. 11 lipca 1991) – rosyjski lekkoatleta specjalizujący się w trójskoku.
W 2009 zajął 4. miejsce na rozgrywanych w Nowym Sadzie juniorskich mistrzostwach Europy. Bez powodzenia startował w 2012 na seniorskim czempionacie Starego Kontynentu. Srebrny medalista halowych mistrzostw Europy z 2013. Stawał na podium mistrzostw Rosji. 
Rekordy życiowe: stadion – 17,25 (7 czerwca 2012, Penza); hala – 17,30 (2 marca 2013, Göteborg).

## Osiągnięcia
| Rok  | Impreza                     | Miejsce  | Lokata            | Wynik |
| ---- | --------------------------- | -------- | ----------------- | ----- |
| 2009 | Mistrzostwa Europy juniorów | Nowy Sad | 4. miejsce        | 15,89 |
| 2012 | Mistrzostwa Europy          | Helsinki | el. – 24. miejsce | 16,32 |
| 2013 | Halowe mistrzostwa Europy   | Göteborg | 2. miejsce        | 17,30 |
| 2013 | Uniwersjada                 | Kazań    | el. – 15. miejsce | 15,11 |